# Jon Agirre
Jon Agirre Egaña (Zumaya, 10 de septiembre de 1997) es un ciclista español del equipo Euskaltel-Euskadi. Se dio a conocer en el Tour del Porvenir 2019.[cita requerida]

## Trayectoria

### Amateur
En 2018 se incorporó al equipo amateur Baqué-Ideus-BH, y su primera victoria la logró en el XVI Premio Ereño. Dio la sorpresa en el Tour del Porvenir 2019, donde acabó en el puesto 22.º de la clasificación general y se llevó el maillot de la montaña.

### Ciclismo profesional
En 2020 fichó por el equipo Kern Pharma de categoría continental.